# Turhenivka, Sînelnîkove
Turhenivka (în ucraineană Тургенівка) este un sat în așezarea urbană Slavhorod din raionul Sînelnîkove, regiunea Dnipropetrovsk, Ucraina.

## Demografie
Componența lingvistică a localității Turhenivka
     Ucraineană (94,14%)
     Rusă (5,66%)
     Alte limbi (0,2%)
Conform recensământului din 2001, majoritatea populației localității Turhenivka era vorbitoare de ucraineană (94,14%), existând în minoritate și vorbitori de rusă (5,66%).